# اندیس ماه گرولی
ماه گرولی یک اندیس فلزی است که در حوالی شهر بزمان استان سیستان و بلوچستان قرار دارد و مادهٔ معدنی موجود در آن، مس است.